# Muhammad al-Shahrastani
 (décembre 2017).
Abû al-Fath Muhammad b. `Abd al-Karîm al-Shahrastânî (1086-1153) est un philosophe  et théologien musulman, d'origine perse. Il est également un  historien des religions influent et un hérésiologue important. Une de ses œuvres principales est le monumental Livre des religions et des sectes (« Kitâb al–Milal wa al-Nihal »), qui fait de son auteur un pionnier de l'approche scientifique dans l'étude des religions. En effet, al-Shahrastâni s'efforce d'y décrire aussi objectivement que possible l'histoire religieuse universelle de l'humanité. 

## Biographie
On sait peu de choses sur la vie d'al-Shahrastânî. Il est né en 1086 dans la ville de Shahristân (Tadjikistan) où il a reçu l'éducation traditionnelle. Plus tard, on l'envoie à Nîshâpûr. Il y étudie auprès de différents maîtres, tous disciples du théologien ash'arite Al-Juwaynī (m. 1085). À l'âge de 30 ans, il se rend à Bagdad afin d'y poursuivre des études théologiques, et il enseigne pendant trois ans à la Nizâmiyy, une prestigieuse école ash`arite. Il retourne ensuite en Perse où il officie comme nâ’ib (suppléant) dans la chancellerie de Mu`izz ad-Dîn Ahmad Sanjar, le chef seldjoukide du Khurâsân. À la fin de sa vie, al-Shahrastânî retourne dans sa ville natale.

### Sunnite ou chiite?
C'est sans doute à tort que l'on a fait de lui un théologien « ash`arite » (et donc sunnite). Plusieurs islamologues, parmi lesquels Mohammad Taqi Danesh Pajouh, Wilferd Madelung (en), Jean Jolivet et Guy Monnot, pensent que c'était en fait un ismaélien nizârien qui pratiquait la taqiya (dissimulation religieuse) en raison des persécutions dont les ismaéliens faisaient l'objet à cette époque,. 

## L'homme et son œuvre[1]

### Contexte
La vraie nature de sa pensée est mieux décrite par la théosophie, dans le sens ancien du terme « de la sagesse divine ». Cependant, al-Shahrastânî n'était certainement pas totalement contre la théologie ou la philosophie, même s’il critique sévèrement les théologiens et les philosophes. Comme il l'a expliqué dans un de ses discours du Majlis, afin de rester sur le droit chemin, on doit maintenir un équilibre entre l'intellect (`aql) et l'audition (sam`). Un philosophe ou un théologien doit employer son intellect jusqu'à ce qu'il atteigne la limite de sa raison. Au-delà de cette limite, il doit écouter l'enseignement des Prophètes et des imams (Guides spirituels).
Pendant le califat abbasside (750 - 1258), âge d'or de la littérature islamique, plusieurs écoles ont élaboré les œuvres maîtresses de la pensée islamique. Le chiisme a influencé particulièrement le destin de l'islam dans le domaine politique et plus encore dans celui de la philosophie. L’ismaélisme appartient à l'islam chiite. Les œuvres de Shahrastânî reflètent la richesse de cette période et de ses courants intellectuels dont elles constituent une synthèse. Dans sa conception de Dieu, de la création, de la prophétie, et de l’imamat, al-Shahrastânî a adopté plusieurs idées qui sont conciliables avec l’ismaélisme nizârien. La nécessité d'un Guide, appartenant au monde spirituel et physique, est primordiale dans sa théosophie puisque l’imam est toujours présent dans ce monde physique. 

### Un penseur ismaélien
Al-Shahrastânî n'était certainement pas un théologien ash`arite, contrairement à ce que l'on a souvent affirmé, même s’il emprunte quelques concepts communément partagés par divers penseurs appartenant à diverses écoles. Il s'agit d'un penseur difficile à classer parce qu'il jongle avec différentes approches philosophiques et théologiques. Il maîtrisait diverses traditions complexes et il parlait souvent d’une manière allégorique. C'était un auteur très subtil, qui dévoilait souvent sa pensée indirectement à travers des symboles. Il privilégiait un vocabulaire personnel à celui utilisé couramment, ce qui fait qu'il est très difficile de déterminer sa véritable position. Comme il était secrètement ismaélien — les ismaéliens étant persécutés à cette époque — il a délibérément choisi de parler indirectement de ses pensées les plus profondes dans ses œuvres. Il est possible qu'il ait jugé que ceux qui connaissent les symboles pourraient démêler ses idées souvent allusives. Ces différents éléments expliquent que plusieurs chercheurs ont fait erreur au  sujet de son appartenance religieuse. 

### Une œuvre riche
La richesse et l'originalité de la pensée philosophique et théologique d'al-Shahrastânî se manifeste dans ses œuvres principales. Le Kitâb al-Milal wa al-Nihal (« Livre des religions et des sectes »), est une œuvre monumentale qui présente les points de vue doctrinaux de toutes les religions et philosophies qui ont existé jusqu'à l'époque de Shahrastâni. Il fut ainsi le précurseur d’un approche scientifique des religions et de leurs principes fondamentaux. Le Nihâyat al-aqdâm fî `ilm al-kalâm (« Le Livre de l’aboutissement des cheminements dans la science du kalâm ») présente différentes discussions théologiques et montre les limites de la théologie musulmane (kalâm). Le Majlis est un discours adressé à un auditoire duodécimain, et rédigé pendant sa période de maturité. Le Musâra`at al-Falâsifa (« La Lutte contre les philosophes ») critique les doctrines d'Avicenne en soulignant quelques arguments typiquement ismaéliens sur la division des êtres. Le Mafatîh al-asrâr wa-masâbîh al-abrâr (« Les Clefs des mystères et les lampes des serviteurs de Dieu ») présente des explications sur la rédaction du Coran et donne un commentaire complet des deux premières sourates.

## Une théosophie complexe[1]
Contrairement aux Ash`arites, al-Shahrastânî présente une gradation dans la création (khalq). Il donne une définition de l'impeccabilité prophétique (`isma) opposée à la tradition ash`arite, en maintenant qu'elle subsiste dans l’essence du Prophète. À l’instar d’al-Ghazzâlî, al-Shahrastânî critique durement l’Être nécessaire d'Avicenne qui connaît l'universel mais pas le particulier. Plus spécifiquement dans le Musâra`a al-Falâsifa, il a une conception ismaélienne de l’Instaurateur (al-Mubdi`) au-delà de l’être et du non-Être. Il affirme d'une façon convaincante l'existence des attributs divins, mais il ne les attribue pas directement à Dieu. Le véritable culte consiste à affirmer l'Unicité (Tawhîd) de Dieu qui transcende tous les attributs que les humains Lui donnent. L’Unique est totalement transcendant, inconnaissable, indéfinissable, au-dessus de la compréhension humaine et paradoxalement aussi immanent.
Quant à la théorie de création, dans le Nihâya, al-Shahrastânî insiste sur le fait que Dieu est le seul Créateur et le seul Agent. Il développe également une interprétation différente de la création ex nihilo qui ne signifie pas la création à partir de rien, mais que Dieu seul est l’Auteur de la création (al-Shahrastânî, 1934 : 18-9). Dans le Majlis et les Mafâtîh al-Asrâr, les anges jouent un rôle dominant dans la création physique (al-Shahrastânî, 1998, p. 82 ; 1989, tome 1, p. 109 verso, ligne 24 à 110 recto ligne 1). Sa théorie du Logos (Kalima) révèle une influence ismaélienne ; ainsi les Logoi (Kalimât) sont conçus comme les causes réelles des êtres spirituels. Al-Shahrastânî élabore aussi cette théorie dans le Nihâya et il écrit :

« Nous disons que Son Ordre est préexistant et que ses Logoi (Kalimât) sont multiples et éternels. Grâce à l’Ordre, ses Logoi sont les lieux d’apparition de l’Ordre. Les êtres spirituels sont les lieux d’apparition des Logoi et les corps sont les lieux d’apparition des êtres spirituels. L’Instauration (Ibdâ`) et la création (khalq) ne commencent [ne se manifestent] qu’à partir des êtres spirituels et des corps. Quant aux Logoi et aux lettres ils sont éternels et préexistants. Comme Son Ordre [divin] ne ressemble pas à notre ordre, Ses Logoi et Ses lettres ne sont pas semblables aux nôtres. […] Comme les lettres sont les éléments des Logoi et les Logoi sont les causes des êtres spirituels, et les êtres spirituels dirigent les êtres corporels, toute existence subsiste dans le Logos divin (Kalimat Allâh) et est préservée dans l’Ordre divin (Amr Allâh) » (Al-Shahrastânî, 1934, p. 316 / extrait traduit par Diane Steigerwald, 1997, p. 124). »

Dans le Majlis, al-Shahrastânî présente la création en deux plérômes : le monde spirituel (c.-à-d. l’Instauration des esprits (`Ibda`-i arwah) dans un état achevé (mafrugh) et le monde de la création physique (khalq) en devenir (musta’naf). Conformément à la cosmologie ismaélienne, Dieu a établi Sa religion à l'image de Sa création.
La conception de la prophétie qui est développée dans le Nihâya est plus près de celle de l’ismaélisme et des philosophes islamiques (falâsifa) que des Ash`arites, parce qu'al-Shahrastânî établit un lien ontologique entre les miracles et l'impeccabilité prophétique (`isma). Pour al-Shahrastânî, la preuve de la véracité (sidq) du Prophète est intrinsèque à sa nature et est liée à son impeccabilité (Al-Shahrastânî, 1934, pp. 444-445). Il développe un concept du temps cyclique explicitement dans le Milal, le Majlis, et les Mafâtîh et implicitement dans le Nihâya. 
Dans le Majlis, sa compréhension de l'évolution dynamique de l'humanité est semblable à l’ismaélisme, dans lequel chaque Prophète inaugure un nouveau cycle. Al-Shahrastânî reprend l'histoire mythique de Moïse dans le Qur’ân et du Serviteur de Dieu et il s’inspire de l’interprétation fournie par Qâdî al-Nu`mân (m. 974) dans son livre intitulé Al-Risâla al-Mudhhiba.

## Œuvres

### Traduites
- Livre des religions et des sectes  (trad. du Kitâb al-Milal wa al-Nihal avec introd. et notes par Daniel Gimaret et Guy Monnot), t. 1, Leuven ; [Paris], Peeters; [UNESCO], 1986, XXV, 727 (ISBN 9-068-31065-8)(Islam, Christianisme, Judaïsme, Mages, Dualistes)

- Livre des religions et des sectes  (trad. du Kitâb al-Milal wa al-Nihal avec introd. et notes par Jean Jolivet et Guy Monnot), t. 2, Leuven ; [Paris], Peeters; [UNESCO], 1993, XIV, 578 (ISBN 9-068-31488-2)(Sabéens, Hindous, Arabes anté-islamiques, Philosophes grecs et arabo-musulmans)

- Summa Philosophiae of Shahrastani : Nihâyat al-iqdam fi 'Ilm al-Kalam  (trad. Edited with a translation by Alfred Guillaume), Oxford, Oxford University Press, 1934, XVI + 173, 514.
- (en) Wilferd Madelung and Toby Mayer (A new Arabic edition and English translation of Kitāb al-Muṣāraʿ), Struggling with the Philosopher: A Refutation of Avicenna's Metaphysics. :, 2001, London, I.B. Tauris, 2001, 256 p. (ISBN 978-1-860-64693-5)
- Majlis: Discours sur l’ordre et la création  (trad. de Majlis-i maktub-i Shahrastāni-i munʿaqid dar Khwārazm avec introd. et notes de la dernière édition de Jalālī Nā’īnī par Diane Steigerwald), Sainte-Foy (Québec), Presses de l’Université Laval, 1998, 169 p. (présentation en ligne)

### Non-traduites
- Mafâtih al-Asrar wa-masabih al-abrar. Téhéran, 1989